# Ramzes VIII
Ramzes VIII – faraon, władca starożytnego Egiptu z XX dynastii, z okresu Nowego Państwa. Prawdopodobnie panował w latach 1129–1127 p.n.e., 1126–1125 p.n.e. lub 1126–1124 p.n.e., możliwe, że panował jedynie kilka miesięcy lub nawet 7 lat.
Władca, o którym właściwie nic nie wiadomo. Być może był synem Ramzesa III i jego nieznanej żony. Prawdopodobnie był jednym z młodszych synów królewskich, dla którego nie przewidywano sukcesji, jednakże w wyniku wymierania jego starszych braci odziedziczył władzę. Nie odnaleziono żadnej steli wymieniającej imię tego władcy, a jedyną wzmianką o jego imieniu jest lista książąt, synów Ramzesa III, wykuta na ścianach świątyni w Medinet Habu, w Tebach Zachodnich. Jak dotąd nie odnaleziono (jeśli istnieje) grobowca Ramzesa VIII. Być może jest nim KV 19, uważany za grobowiec jednego z synów Ramzesa IX. Istnieje również hipoteza, mówiąca że grobowiec ów czeka gdzieś w Dolinie Królów na swego odkrywcę.

## Tytulatura
| M23 · X1 | L2 · X1 |

| M23 · X1 | L2 · X1 |

| ra | wsr | C10 | C12 | Ax · x · n |

| ra | wsr | C10 | C12 | Ax · x · n |

| ra | wsr | C10 | C12 | Ax · x · n |

| ra | wsr | C10 | C12 | Ax · x · n |

| M23 · X1 | L2 · X1 |

| M23 · X1 | L2 · X1 |

| ra | wsr | C10 | C12 | Ax · x · n |

| ra | wsr | C10 | C12 | Ax · x · n |

| ra | wsr | C10 | C12 | Ax · x · n |

| ra | wsr | C10 | C12 | Ax · x · n |

| G39 | N5 |

| G39 | N5 |

| ra | C12 | C12 | N36 | s | ms | s |

| ra | C12 | C12 | N36 | s | ms | s |

| ra | C12 | C12 | N36 | s | ms | s |

| ra | C12 | C12 | N36 | s | ms | s |

| G39 | N5 |

| G39 | N5 |

| ra | C12 | C12 | N36 | s | ms | s |

| ra | C12 | C12 | N36 | s | ms | s |

| ra | C12 | C12 | N36 | s | ms | s |

| ra | C12 | C12 | N36 | s | ms | s |